# Wolffia microscopica
Wolffia microscopica är en kallaväxtart som först beskrevs av William Griffiths, och fick sitt nu gällande namn av Wilhelm Sulpiz Kurz. Wolffia microscopica ingår i släktet Wolffia och familjen kallaväxter. Inga underarter finns listade.